# كشك ماماك
أكشاك ماماك هي منشآت طعام في الهواء الطلق توجد بشكل خاص في جنوب شرق آسيا - وخاصة ماليزيا وسنغافورة - والتي تقدم نوعًا من المأكولات الهندية الفريدة في المنطقة.

## التاريخ
ماليك الماليزي من أصل تاميلي مسلم، والذين هاجر أجدادهم في الغالب من جنوب الهند إلى شبه جزيرة الملايو ومواقع مختلفة في جنوب شرق آسيا منذ قرون. هم يعتبرون كجزء من الجالية الماليزية الهندية. يعتقد أن المسلمين الهنود قد وصلوا لأول مرة إلى ساموديرا (الآن آتشيه في سومطرة، إندونيسيا) في أوائل القرن العاشر. توصلوا إلى اكتشافات أثرية في وادي بوجانج، كيداه، ماليزيا تشير إلى وجود علاقة تجارية مع الهند في الفترة من الأول إلى الخامس. قرن م  نقش مؤرخ في عام 779 م يشير إلى العلاقة التجارية بين دولة التاميل ومالايا وقد تم العثور عليها في ليجور، شبه جزيرة الملايو.
كلمة «ماماك» هي من مصطلح التاميل لعم الأم، أو «ماع ما». في سنغافورة وماليزيا، يتم استخدامه من قبل الأطفال كمشرفين للتحدث بكل احترام مع البالغين مثل أصحاب المتاجر. من المحتمل أن يكون الصمت "K" في «ماماك» عبارة عن فرط تصحيحي؛ بما أن Ks الطرفية لا تنطق في لغة الملايو، فقد افترض الملايو الذين سمعوا كلمة التاميل أنه كان هناك K صامت في النهاية. على الرغم من أن أصول الكلمة حميدة، فإنها تستخدم أحيانا كمصطلح انتقاص.
تتشابه أكشاك ماماك والأكشاك الهندوسية باستثناء ماماك، الذين هم مسلمو، لا يقدمون لحم الخنزير بل يقدمون اللحم البقري، بينما لا يخدم الهندوس لحم البقر ولا لحم الخنزير. هناك أيضا الأكشاك المماثلة التي تديرها الملايو المحلية.

## التصميم
تميل أكشاك «ماماك ستالز» ذات الأجواء المعقولة والأجواء البسيطة إلى خلق أجواء غير رسمية لتناول الطعام. أكشاك ماماك الأحدث لديها جانب من المقهى، عادة ما تكون مضاءة جيدا ومفروشة بطاولات من الفولاذ المقاوم للصدأ. بعضها مجهز بشاشة تلفزيون مسطحة كبيرة، أو حتى أجهزة عرض، بحيث يمكن للمستفيدين التقاط أحدث البرامج أو المباريات الحية أثناء تناول الطعام. توفر بعض أكشاك الماماك خدمة الواي فاي المجانية. على الرغم من هذه الابتكارات، تحاول العديد من أكشاك ماماك الحديثة الاحتفاظ بالأجواء المفتوحة لتناول الطعام في أسلافهم من خلال إعداد طاولات في الفناء أو ممر شوبلوت أو حتى في الشارع.